# Gereformeerd Politiek Verbond
Het Gereformeerd Politiek Verbond was een Nederlandse protestants-christelijke politieke partij die van 1948 tot 2003 heeft bestaan. Het GPV streefde niet in de eerste plaats naar een meerderheid van de kiezers, maar vooral naar de handhaving en doorwerking van de beginselen die het beleed. Daarom wordt het GPV ook wel een getuigenispartij genoemd. In 2000 ging het GPV met de Reformatorische Politieke Federatie (RPF) op in de fusiepartij ChristenUnie.

## Oprichting
Het GPV is voortgekomen uit de Vrijmaking, waarbij in 1944 de Gereformeerde Kerken vrijgemaakt zich afscheidden van de Gereformeerde Kerken in Nederland, die sterke banden had met de Anti-Revolutionaire Partij.  Er gingen onder de vrijgemaakten al spoedig stemmen op om zich ook in politiek opzicht vrij te maken, omdat er volgens hen sprake was van een ethisch conflict met de 'synodalen', die – zo beweerden de vrijgemaakten – hen zo onrechtvaardig behandeld hadden dat samenwerking op het politieke vlak daardoor ook niet meer mogelijk werd gevonden. Tot 1 april 1948 maakten zes kiesverenigingen zich vrij van de ARP. Ook werden er in 1946, 1947 en 1948 drie politieke congressen door de vrijgemaakten belegd. Op het Amersfoorts Congres – dat van 30 maart tot 1 april 1948 werd gehouden – besloten de aanwezigen dat enkele afgevaardigden van dit congres met het ARP-bestuur rond de tafel zouden moeten gaan zitten en spreken over de bezwaren die er in vrijgemaakte kring leefden. Een minderheid van de aanwezigen vond echter dat praten, ondanks de welwillende opstelling van de ARP, geen zin meer had en richtte na afloop van het congres het Voorlopig Verband van Vrije Kiesverenigingen op, waarin de zes vrijgemaakte kiesverenigingen zich hadden verenigd. Bij dit Voorlopig Verband sloten zich in de loop van 1948, 1949 en 1950 steeds meer kiesverenigingen aan. Toen in 1949 bovendien bleek dat het gesprek tussen de afgevaardigden van het Amersfoorts Congres en het ARP-bestuur op niets uitliep, was de breuk met de ARP een feit. Het Voorlopig Verband van Vrije Kiesverenigingen was definitief. Vanaf 1950 kreeg het de nieuwe naam Gereformeerd Politiek Verbond.

## Geschiedenis
In de jaren vijftig nam het GPV deel aan alle landelijke verkiezingen, maar slaagde er telkens net niet in zetels in de Tweede Kamer te bemachtigen; bij de verkiezingen van 1959 kwam het GPV slechts 25 stemmen tekort. De partij werd in deze periode gedomineerd door een kerkelijke richting die geen politiek program wenste, bedreef getuigenispolitiek, beriep zich in alle politieke vraagstukken direct op "Schrift en Belijdenis" en wees op de "ware kerk". De leiders achter dit programma waren de predikanten Johannes Francke en Floris Adriaan den Boeft (eerste voorzitter van het GPV tussen 1948 en 1959). Pas nadat het oude bestuur (waaronder Den Boeft) in 1959 gedwongen werd op te stappen, kreeg de politieke richting de wind in de zeilen. In 1966 kon een grotendeels door partijideoloog Bart Verbrugh geschreven Program van richtlijnen worden aangenomen.
Van 1963 tot 2001 had de partij zitting in de Tweede Kamer, altijd met één of twee zetels. GPV-voormannen waren van 1963 tot 1977 Piet Jongeling, van 1971 tot 1981 Bart Verbrugh, van 1981 tot 2001 Gert Schutte en van 1989 tot 2001 Eimert van Middelkoop.
De strakke binding aan de Gereformeerde Kerken (vrijgemaakt) zorgde voor een homogene partij. Aspirant-leden moesten instemmen met de Gereformeerde Belijdenis zoals die in de Gereformeerde Kerken (vrijgemaakt) werden geleerd. Er werd vooral gehamerd op artikel 28 van de Nederlandse Geloofsbelijdenis, waarin gelovigen werden opgeroepen om zich bij de ware kerk (bedoeld werden de Gereformeerde Kerken vrijgemaakt) te voegen. Omdat het GPV een verbond was van lokale kiesverenigingen die elk een eigen ledenbeleid voerden, was het echter in sommige plaatsen mogelijk om als niet-vrijgemaakte lid te worden. De Nederlands Gereformeerde senator Egbert Schuurman was bijvoorbeeld een tijdlang lid van de GPV-kiesvereniging Breukelen, totdat hij besloot om lid te worden van de Reformatorische Politieke Federatie. Niet-vrijgemaakte GPV'ers waren echter een uitzondering.
In de periode 1966-1972 had het GPV een 'bondgenootschap' met het Nationaal Evangelisch Verband, een 'supportersvereniging' voor mensen die achter de politiek van het GPV stonden maar niet van de partij mochten zijn. Vanuit de kerkelijke richting was er echter felle oppositie tegen het NEV. Toen het NEV in 1972 besloot om ook toenadering te zoeken tot de SGP en rechtse ARP'ers en CHU'ers werd het bondgenootschap door het GPV-bestuur opgezegd. Dit leidde tot de oprichting van de RPF.
In de jaren tachtig nam de invloed van de kerkelijke richting, die geen samenwerking met niet-vrijgemaakten wenste, snel af. Vanaf 1981 was het mogelijk om bij lokale verkiezingen lijstineenschuivingen aan te gaan met SGP en RPF, en van deze mogelijkheid werd in veel plaatsen ook gretig gebruikgemaakt.
In 1992 kwam het isolement van het GPV nog sterker onder druk te staan, toen het Nederlands Dagblad werd opengesteld voor niet-vrijgemaakten. De RPF, die in 1994 drie leden in de Tweede Kamer kreeg, riep steeds luider dat het GPV met haar moest gaan fuseren.
Na een lang traject vond het samengaan inderdaad plaats, met als resultaat de nieuwe partij de ChristenUnie, die op 13 maart 2001 werd opgericht. Het GPV bleef echter nog een tijdje voortbestaan en werd pas op 31 december 2003 officieel opgeheven.

## Ideologie
De politieke ideologie van het GPV was lange tijd de ideologie van Verbrugh. Verbrugh wilde de Nederlandse grondwet veranderen zodat daarin zou komen te staan dat de overheid God de eer gaf. De monarchie moest worden versterkt want er zou een hooggerechtshof moeten komen, onder leiding van de koning, dat wetten zou moeten toetsen aan de christelijke grondwet. Democratisch genomen besluiten die in strijd waren met de ‘nationaal-christelijke’ identiteit van Nederland zouden op deze manier kunnen worden teruggedraaid. Ten slotte moest Nederland een ‘ontwikkelingspolitiek’ voeren, namelijk het in cultuur brengen en bebouwen van Nederland en het koloniseren van Nieuw-Guinea (tot 1962 een Nederlandse kolonie) en Suriname door Nederlandse gezinnen. In 1966 werd Verbrughs richtlijnenprogram door de Algemene Vergadering van het GPV aangenomen, en in 1979 en 1996 geactualiseerd.
De politieke kleur van het GPV was dus lange tijd kerkelijk en rechts. Wel was er een duidelijk onderscheid met de SGP. Het GPV zei voor gewetensvrijheid van alle burgers te zijn en wilde daarom niet katholieken of moslims verbieden hun eigen erediensten te houden. Ook trad er in de jaren zeventig en tachtig een verschuiving naar links op. Een nieuwe generatie vrijgemaakten keek op een zakelijkere manier naar de politiek. De partij kreeg oog voor het milieu en kwam in 1981 met Nationaal Herstel- en Ontwikkelingsplan, waarin de overheid een grote taak kreeg toebedeeld om de werkloosheid te bestrijden. In de jaren tachtig gold het GPV als ‘linkser’ dan de RPF en de SGP. Deze ontwikkeling zette zich in de jaren negentig voort, mede onder druk van de RPF die in 1994 onder leiding van nieuwe man Leen van Dijke het GPV links had ingehaald. Het GPV streed daarom niet alleen tegen de paarse legalisering van euthanasie en de instelling van het homohuwelijk, maar had ook kritiek op 24-uurseconomie en de geringe aandacht van beide kabinetten-Kok voor milieu en de zwakkeren in de samenleving.
In de jaren tachtig onderscheidde het zakelijke GPV zich sterk van de RPF, dat onder leiding van partijleider M. Leerling evangeliserende getuigenispolitiek bedreef. Het GPV was in zekere zin seculierder dan de RPF. In 1992 werd dit verschil openbaar met de brochure Zo zijn wij niet getrouwd. Het GPV vond dat er een goede wettelijke regeling moest komen voor stellen die niet wilden trouwen en homoseksuele stellen. Hoewel de partij deze vormen van samenwonen niet op één lijn stelde met het huwelijk tussen man en vrouw, was het feit dat men ‘niet-huwelijkse’ samenlevingsvormen tolereerde een doorn in het oog van de RPF. Het GPV zou capituleren voor de tijdgeest.

## Aanhang
De partij had twee gebieden waar ze vanouds sterk scoorde: de noordwestelijke helft van de provincie Groningen en de noordelijke helft van Overijssel. Het grootste bolwerk van de partij lag echter geïsoleerd buiten dit gebied: de gemeente Bunschoten, waar zij steeds rond de 30% van de stemmen behaalde. Andere gemeenten met veel GPV-stemmers waren Zuidhorn, Leens, Ulrum, Bedum en Uithuizermeeden (provincie Groningen), Hardenberg, Ommen, Hasselt en  Vollenhove (Overijssel) en Hattem (Gelderland).
Zoals voor de andere protestantse partijen was het katholieke zuiden van Nederland een witte vlek op de kaart voor het GPV.

## Jongeren
In 1958 werd een landelijke organisatie voor plaatselijke jeugdclubs van het GPV opgericht: Gereformeerde Politieke Jongeren Clubs (GPJC). Het eerste bestuur wordt gevormd door Jurn de Vries (voorzitter), Leny Smids (secretaris), Gert Slings (penningmeester) en André van Leeuwen (lid). Dit bestuur had tot taak het werk van de plaatselijke GPJC's te coördineren en te stimuleren. In de loop van de jaren werd het werk van de GPJC's verder uitgebouwd.

## Leden

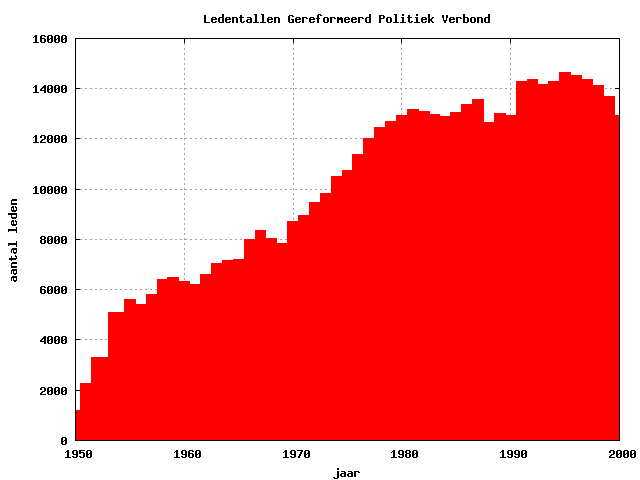
Ledenaantallen GPV

| Jaar | Aantal leden | Jaar | Aantal leden | Jaar | Aantal leden |
| 1950 | 1.200        | 1968 | 8.028        | 1986 | 13.365       |
| 1951 | 2.250        | 1969 | 7.823        | 1987 | 13.554       |
| 1952 | 3.300        | 1970 | 8.702        | 1988 | 12.639       |
| 1953 | -            | 1971 | 8.973        | 1989 | 13.015       |
| 1954 | 5.100        | 1972 | 9.491        | 1990 | 12.917       |
| 1955 | 5.600        | 1973 | 9.836        | 1991 | 14.276       |
| 1956 | 5.400        | 1974 | 10.498       | 1992 | 14.358       |
| 1957 | 5.820        | 1975 | 10.728       | 1993 | 14.179       |
| 1958 | 6.400        | 1976 | 11.371       | 1994 | 14.269       |
| 1959 | 6.500        | 1977 | 12.000       | 1995 | 14.650       |
| 1960 | 6.311        | 1978 | 12.463       | 1996 | 14.535       |
| 1961 | 6.223        | 1979 | 12.700       | 1997 | 14.366       |
| 1962 | 6.608        | 1980 | 12.922       | 1998 | 14.121       |
| 1963 | 7.039        | 1981 | 13.181       | 1999 | 13.687       |
| 1964 | 7.146        | 1982 | 13.114       | 2000 | 12.940       |
| 1965 | 7.200        | 1983 | 12.983       |      |              |
| 1966 | 8.005        | 1984 | 12.909       |      |              |
| 1967 | 8.355        | 1985 | 13.044       |      |              |

Bron: Ledenaantallen – GPV (Rijksuniversiteit Groningen)

## Nederlands Dagblad
Het Nederlands Dagblad werd in 1944 opgericht als illegaal blad, onder de naam Reformatie-stemmen, later Gereformeerd gezinsblad. In 1959 werd het een dagblad, sinds 1967 onder de naam Nederlands Dagblad. De krant gold jarenlang als spreekbuis van het GPV en de Vrijgemaakte Gereformeerde Kerk. Tot 1975 was de fractieleider in de Tweede Kamer Pieter Jongeling ook hoofdredacteur van deze krant.

## Beeldmerk
In de verschillende partijlogo's was door de jaren heen altijd een toren met kantelen verwerkt. De toren stond voor de nationale weerbaarheid en was een verwijzing naar Psalm 46 waarin God wordt vergeleken met ‘een vaste burcht’. Vanwege de koningsgezinde houding en standpunten was als partijkleur oranje gekozen.

Logo uit 1963
Logo uit 1972
Logo uit 1981
Logo uit 1996

## Groen van Prinsterer
Het GPV had grote achting voor Guillaume Groen van Prinsterer. Het wetenschappelijk bureau van de partij droeg de naam van deze negentiende-eeuwse staatsman. Tegenstanders van het GPV merkten echter op dat Groen nooit lid van het GPV had kunnen worden, als hij in de twintigste eeuw had geleefd, omdat Groen altijd lid was gebleven van de Nederlandse Hervormde Kerk.